# Sevens Grand Prix Series femminile
Il Sevens Grand Prix Series femminile è una competizione annuale, gestita da Rugby Europe, destinata alle nazionali europee di rugby a 7. Istituita nel 2003 e inizialmente chiamata FIRA European Sevens, il suo formato presenta una somiglianza con le World Rugby Sevens Series.

## Formato
Dodici squadre disputano differenti tornei ospitati da diverse nazioni europee. Dopo la fase a gironi con tre gruppi di quattro squadre, in base alla loro posizione in classifica, le otto migliori nazionali accedono alla Cup mentre le restanti passano nel tabellone che determina il piazzamento finale dal quinto posto in poi.
Ciascun singolo torneo concorre alla formazione di una classifica globale finale, in cui la squadra prima classificata viene dichiarata vincitrice dell'edizione delle Sevens Grand Prix Series.
Parallelamente alla competizione principale vengono disputate anche due divisioni inferiori, con sistema di promozione/retrocessione da una divisione all'altra. La vincitrice del Trophy prende il posto dell'ultima classificata alle Sevens Grand Prix Series per l'edizione successiva. La terza divisione è rappresentata dalla Conference.

## Edizioni
| Anno | Campione    | Seconda     | Terza       |
| ---- | ----------- | ----------- | ----------- |
| 2003 | Spagna      | Francia     | Svizzera    |
| 2004 | Inghilterra | Italia      | Francia     |
| 2005 | Inghilterra | Spagna      | Paesi Bassi |
| 2006 | Galles      | Inghilterra | Paesi Bassi |
| 2007 | Francia     | Inghilterra | Spagna      |
| 2008 | Inghilterra | Paesi Bassi | Russia      |
| 2009 | Inghilterra | Spagna      | Paesi Bassi |
| 2010 | Spagna      | Paesi Bassi | Francia     |
| 2011 | Inghilterra | Spagna      | Paesi Bassi |
| 2012 | Inghilterra | Spagna      | Francia     |
| 2013 | Russia      | Inghilterra | Francia     |
| 2014 | Russia      | Francia     | Inghilterra |
| 2015 | Francia     | Russia      | Spagna      |
| 2016 | Russia      | Francia     | Irlanda     |
| 2017 | Russia      | Irlanda     | Francia     |
| 2018 | Russia      | Francia     | Irlanda     |
| 2019 | Russia      | Francia     | Irlanda     |